# Abundio Martínez
Abundio Martínez är en ort i Mexiko.   Den ligger i kommunen Mineral de la Reforma och delstaten Hidalgo, i den sydöstra delen av landet, 90 km nordost om huvudstaden Mexico City. Abundio Martínez ligger 2 441 meter över havet och antalet invånare är 233.
Terrängen runt Abundio Martínez är kuperad åt nordost, men åt sydväst är den platt. Runt Abundio Martínez är det mycket tätbefolkat, med 1 135 invånare per kvadratkilometer. Närmaste större samhälle är Pachuca de Soto, 2,9 km nordväst om Abundio Martínez. Omgivningarna runt Abundio Martínez är i huvudsak ett öppet busklandskap.